# Linia Kerleya B
Linia Kerleya B - termin stosowany w radiologii do opisywania zmian widocznych w RTG lub TK klatki piersiowej, przyjmujących postać linijnych zacienień zlokalizowanych najczęściej podopłucnowo w obwodowych częściach płuc, układających się prostopadle do opłucnej. Zacienienia odpowiadają nagromadzeniu nieprawidłowego materiału (np. płynu) w naturalnych przegrodach międzyzrazikowych, międzysegmentalnych lub międzypłatowych.
Linie Kerleya B obserwuje się w przewlekłym obrzęku płuc oraz w przypadku włóknienia śródmiąższowego.